# モーテン・ボストロム
モーテン・ボストロム（Mårten Boström、1982年8月3日 - ）は、フィンランドのキルッコヌンミ出身の陸上競技選手（長距離走）であり、またオリエンテーリング選手。現在はヘルシンキに住んでいる。

## 陸上競技選手として
マラソンや10000m走、クロスカントリー、トレイルランニングなどといった長距離を専門とする選手である。クロスカントリーのノルディック選手権では、2001年にジュニア選手として銅メダルを獲得、またその他にも様々な大会での実績を残しているが、もっとも精力的に取り組んだのはマラソンである。フィンランド代表となるためのB標準である2時間18分（A標準は2時間15分）を切ることを目標とし、北京オリンピック代表を目指すためのオタワマラソンでは2時間18分51秒と惜しくも切ることができなかった。2012年のロンドンオリンピック代表も目指していたが、同年4月のロッテルダムマラソンでは2時間21分3秒とやはり届かなかった。なお2004年には福岡国際マラソンへも参加しており、その際の記録は2時間22分51秒となっている。

## オリエンテーリング選手として
オリエンテーリングにゆかりある家庭に生まれたため、幼い頃よりオリエンテーリングに取り組んでいた。結果として2000年のジュニア世界選手権（JWOC）ではリレー競技で銅メダルを、2001年のJWOCではクラシック競技で銀メダルを獲得する活躍を見せている。またスプリント競技に精力的に取り組んでおり、2004年にはヨーロッパ選手権で銅メダルを獲得している。その後は前述の通りマラソンに取り組みながら、2007年まで毎年世界選手権（WOC）に出場したが、入賞を逃し続け、2008年にはフィンランドナショナルチームの層の厚さもあり、ついに国内選考会に出場することさえかなわなかった。北京・ロンドン五輪ともに出場を逃した翌年の2013年、オリエンテーリングに集中することを決意し取り組んだ結果、6年ぶりにフィンランド代表としてWOCに出場することとなり、地元フィンランドで開催されたWOC2013のスプリント競技にて見事金メダルを獲得することとなった。